# Jeannie Leavitt
Jeannie Leavitt (född Flynn), född 1967, blev 1993 den första kvinnliga piloten att flyga stridsflygplan i USA:s flygvapen. 

## Biografi
Leavitts flygintresse väcktes då hon i tonåren reste med ett passagerarflygplan. Hon läste och fick examen som flygingenjör (engelska: aerospace engineering) vid University of Texas i Austin. Under sin studietid, antogs hon till flygvapnets ROTC vilket gav henne första möjligheten att flyga ett militärt jetflygplan. Hon gick med i reguljära flygvapnet år 1992 efter ett års väntan på en plats i pilotutbildningen.
Hon var kursetta i flygvapnets flygskola år 1993. Som kursetta fick hon välja bana och hennes första val var att flyga F-15 Strike Eagle, men som kvinna fick hon inte deltaga i stridande förband och hennes överordnade var därmed nödgade att neka henne. Som alternativ valde hon istället en flyginstruktörsutbildning. (USA:s flygvapen hade redan haft en kvinnlig testpilot, Eileen Collins som 1990 blev utvald till astronaut; men hon hade tjänstgjort i renodlade provflygningsförband). 
Clintonadministrationens försvarsminister Les Aspin upphävde i april 1993 förbudet för kvinnor att delta i strid som piloter och flygbesättning. På en direkt efterföljande presskonferens i Pentagon var hon en av tre kvinnliga piloter i flygvapnet som presenterades av USA:s flygvapenstabschef Merrill A. McPeak som de första som gavs möjligheten att utbildas på jaktflyg och därefter tjänstgöra i stridande förband.
Leavitt har tjänstgjort i Irak och Afghanistan genomgått vidareutbildning vid U.S. Air Force Weapons School och hon var den första kvinnliga flygofficeren som hade befäl över en flottilj. Leavitt hade år 2012 mer än 2500 flygtimmar i F-15 Strike Eagle varav 300 i strid. År 2013 hade hon befälet över Fourth Fighter Wing vid Seymour Johnson Air Force Base i North Carolina.
Leavitt befordrades till brigadgeneral 2016 och generalmajor under 2019. Sedan augusti 2021 är hon chef för flygsäkerhet inom USA:s flygvapen.

## Privatliv
Leavitt är gift med den pensionerade översten i flygvapnet Craig Leavitt och har två barn.

## Referenser

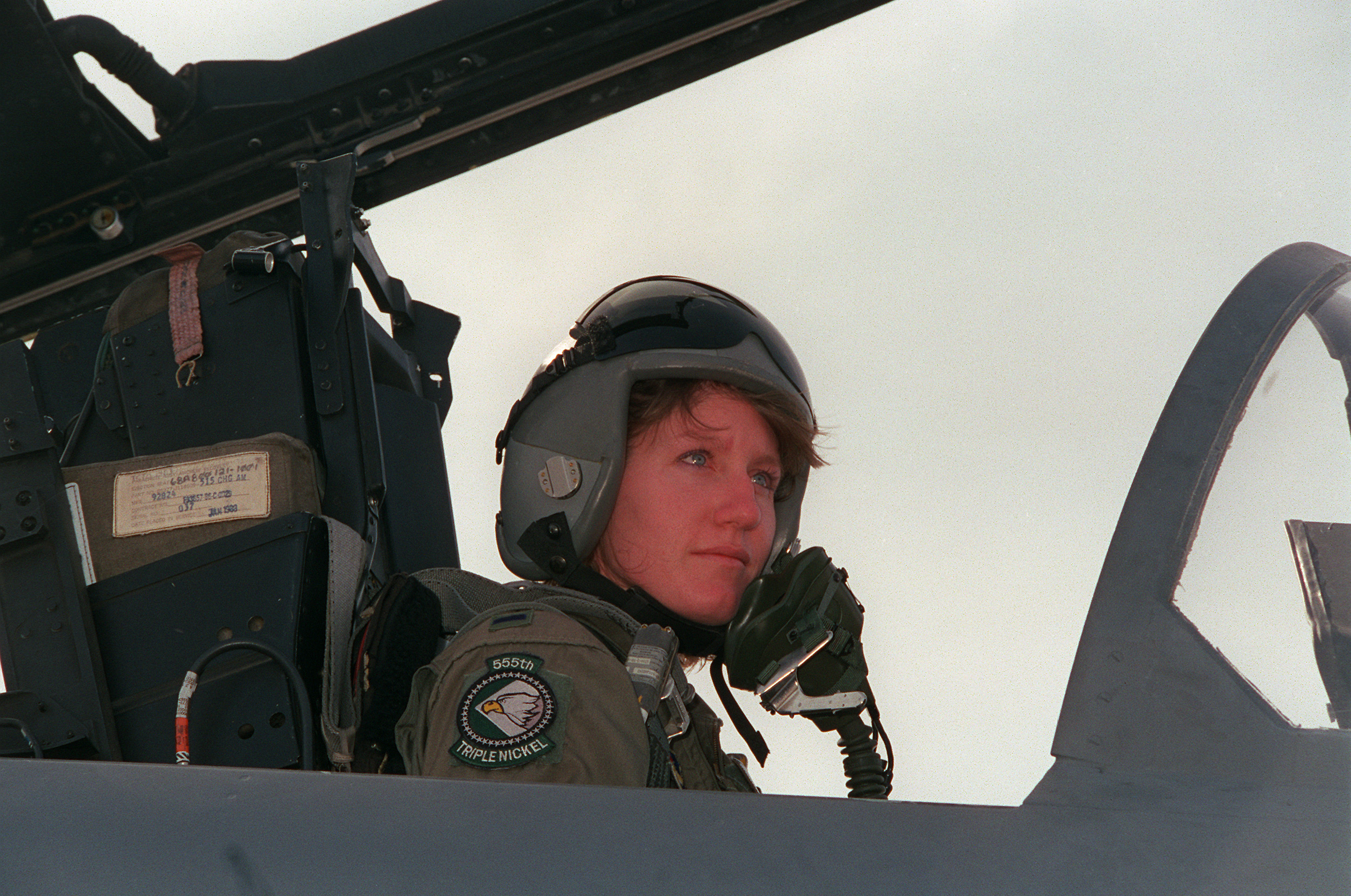
Dåvarande löjtnant Jeannie Flynn i cockpiten på en F-15E Strike Eagle under flygutbildning i oktober 1993.